# Xã Fairville, Quận Wells, Bắc Dakota
Xã Fairville (tiếng Anh: Fairville Township) là một xã thuộc quận Wells, tiểu bang Bắc Dakota, Hoa Kỳ. Năm 2010, dân số của xã này là 35 người.